# Isla Sea Cow
La isla Sea Cow (en inglés: Sea Cow Island) también conocida como Île Vache Marine, es una isla de aproximadamente 18 hectáreas en el atolón y Banco de Gran Chagos del archipiélago de Chagos. Es la más pequeña de las dos islas en el grupo de las islas Eagle en la parte oeste del atolón y forma parte de la reserva natural estricta archipiélago de Chagos. Se ha identificado como un Área Importante para las Aves por la organización BirdLife International debido a su importancia como sitio de cría de Anous stolidus, de las que 11.500 parejas se registraron en una investigación de 2004. 